# Puerto Libertador
Pour les articles homonymes, voir Libertador.
Puerto Libertador est une municipalité située dans le département de Córdoba, en Colombie.